# Бейфийлд (окръг, Уисконсин)
Окръг Бейфийлд (на английски: Bayfield County) е окръг в щата Уисконсин, Съединени американски щати. Площта му е 5289 km², а населението - 15 013 души (2000). Административен център е град Уошбърн.